# 大場川 (神奈川県)
大場川（おおばがわ）は、神奈川県横浜市青葉区を流れる河川。鶴見川水系の支流。

## 地理
神奈川県横浜市青葉区大場町の大場第一2号雨水調整池に源を発する。青葉区内を南に流れ青葉区市ケ尾町の横浜市青葉公会堂付近で鶴見川（谷本川）に合流する。

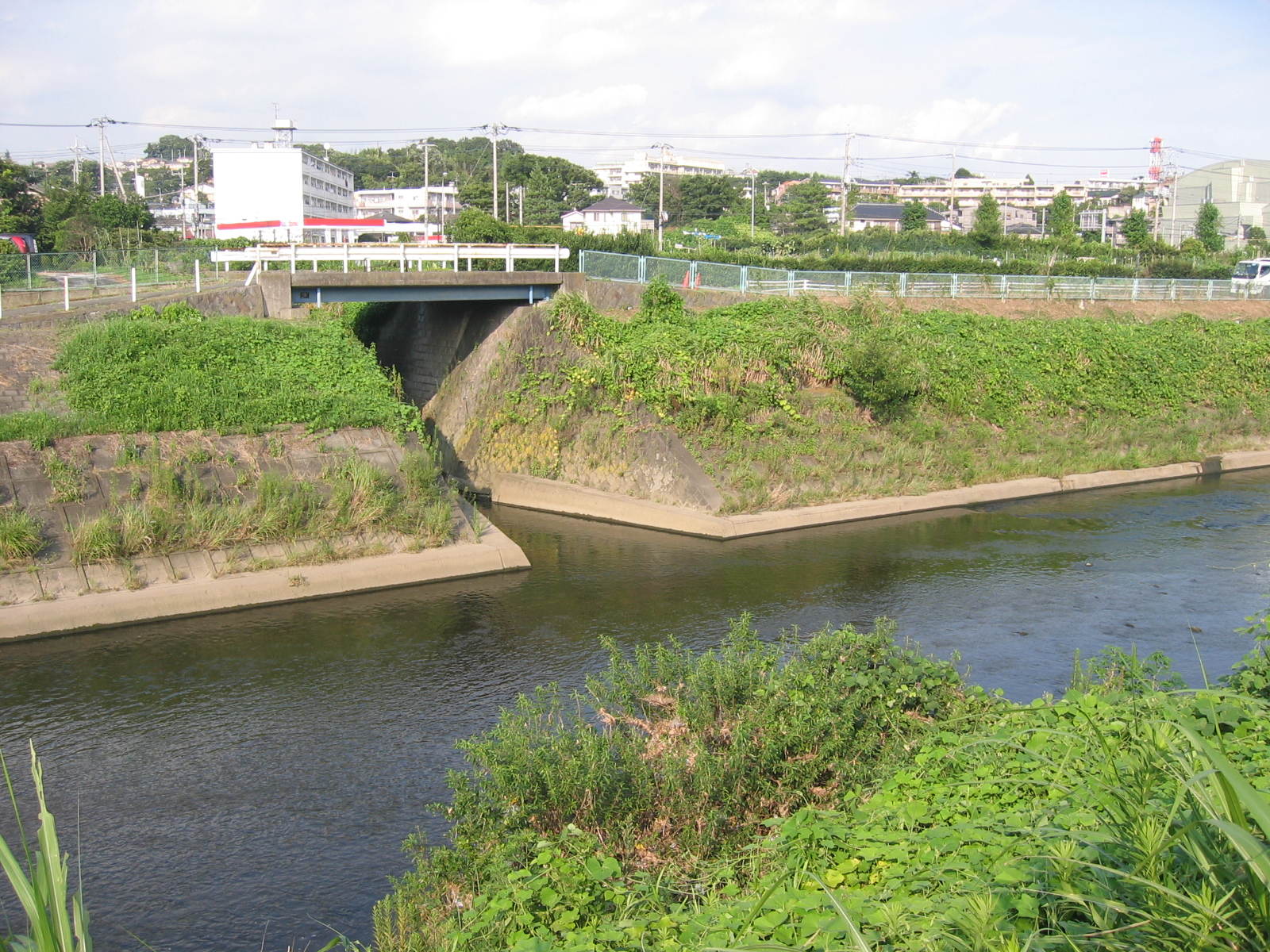
鶴見川（谷本川）との合流点

## 画像

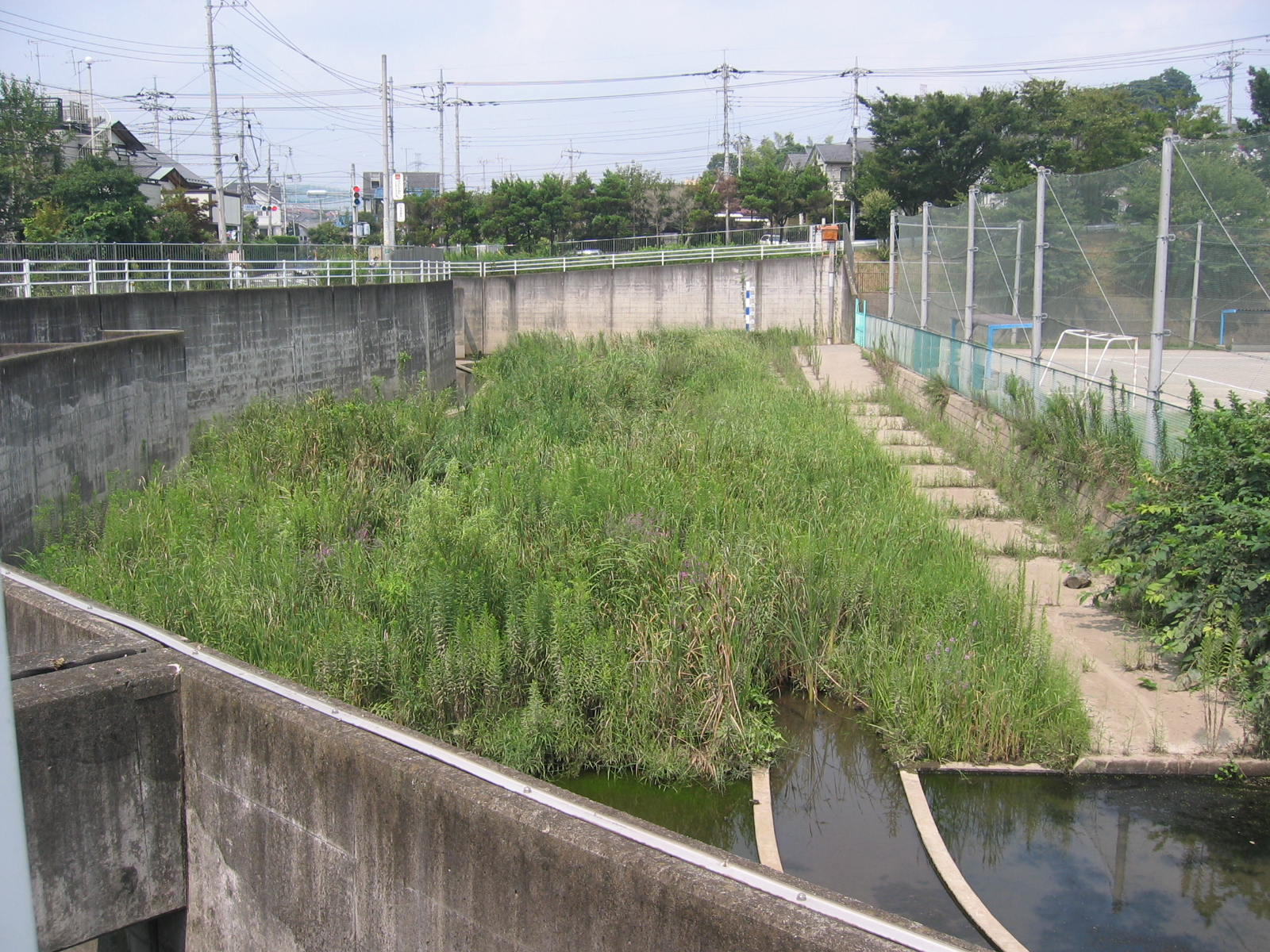
大場第一2号雨水調整池
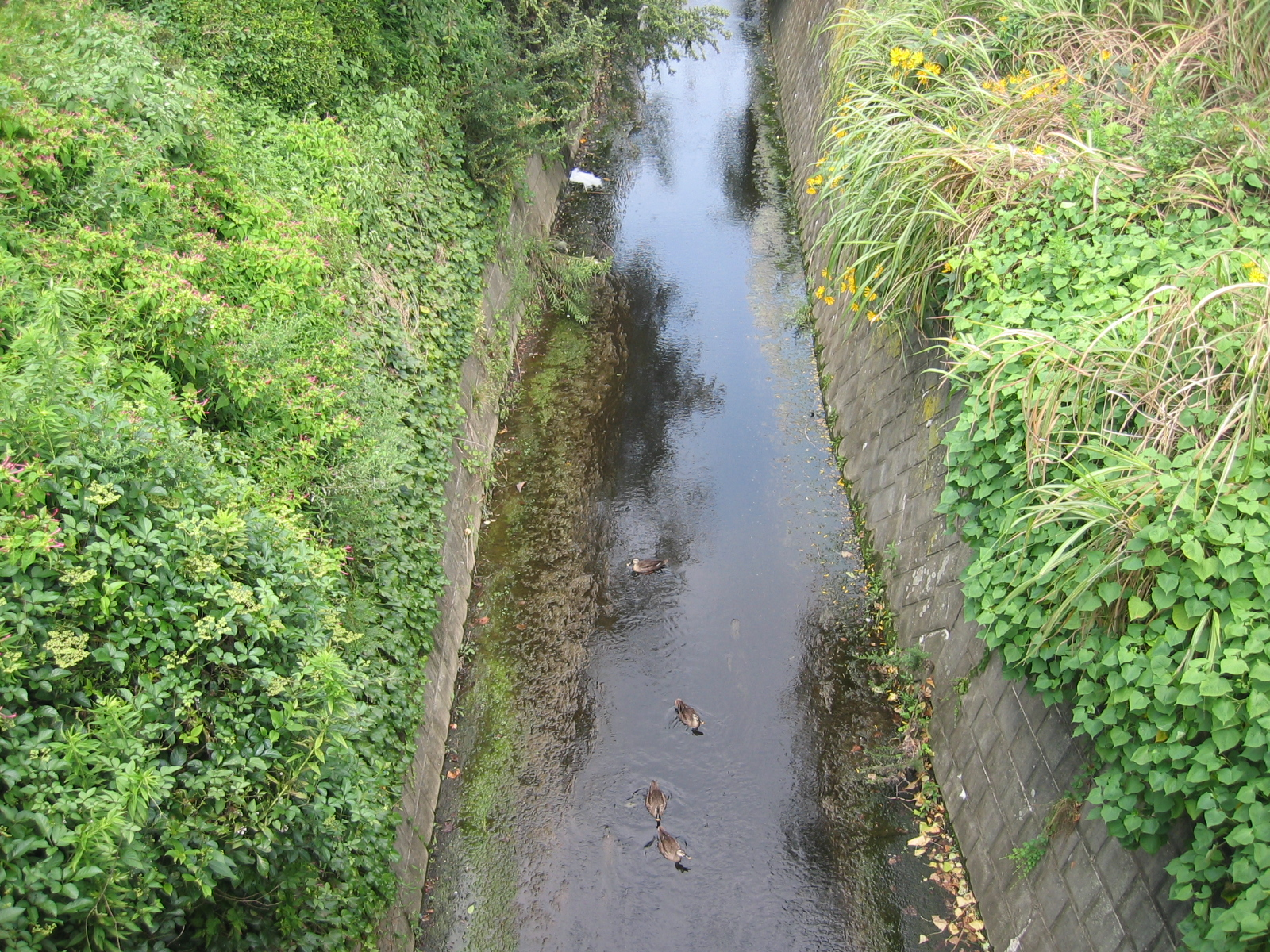
大場川下流